# گامبسهایم
گامبسهایم (به فرانسوی: Gambsheim) یک کمون در فرانسه با جمعیت ۴٬۳۵۲ نفر است که در Canton of Brumath واقع شده‌است.